# Francesco Paolo Voccoli
Francesco Paolo Voccoli, detto Ciccio (Taranto, 20 maggio 1946), è un politico italiano.

## Biografia
Nato a Taranto. Giovanissimo partecipa alle lotte studentesche e, subito dopo essersi diplomato perito tecnico industriale, lavora in fabbrica sia a Torino che a Milano partecipando a varie iniziative politiche e sindacali del periodo sessantottino. Rientrato a Taranto nel 1969, lavora come tecnico nel cementificio Jonico per poi essere assunto presso l'Italsider come impiegato tecnico. Partecipa attivamente alle battaglie sindacali e viene eletto delegato dei lavoratori ininterrottamente fino al prepensionamento, in vigore all'epoca per i lavoratori siderurgici.
Iscritto alla FGCI dal 1961 e poi al Partito Comunista Italiano dal 1964, ne uscì nel 1968 aderendo ai Gruppi Comunisti Rivoluzionari della Quarta internazionale, organizzazione che poi nel 1989 confluì in Democrazia Proletaria e con essa nel Partito della Rifondazione Comunista dalla sua nascita, nel 1991.
Viene eletto alla Camera dei deputati nel 1994 nelle file di Rifondazione Comunista e per la XII legislatura fa parte della Commissione Attività produttive, commercio e turismo; rimase in carica fino al 1996. Alle Elezioni Europee del 1999 è stato candidato da Rifondazione nella circoscrizione dell'Italia Meridionale, senza risultare eletto. Viene poi candidato al Senato nel 2001, ma non viene eletto.
Sempre per il PRC è stato per tre mandati consigliere comunale a Taranto, rimanendo in carica dal 2000 fino al 2012.